# Bazylika św. Wawrzyńca za Murami
Bazylika św. Wawrzyńca za Murami (wł. Papale Basilica di San Lorenzo fuori le mura, także San Lorenzo al Verano) – bazylika mniejsza i kościół parafialny w Rzymie, w latach 1374-1847 siedziba Łacińskiego patriarchatu Jerozolimy.
Bazylika dedykowana św. Wawrzyńcowi z Rzymu, diakonowi i męczennikowi z III wieku. Jest miejscem pochówku szeregu świętych, w czasach współczesnych bł. Piusa IX, papieża.

## Historia
Około 330 roku na polecenie cesarza Konstantyna I uporządkowano kryptę grzebalną i wzniesiono nad nią oratorium. Na południe od miejsca pochówku św. Wawrzyńca wzniesiono dużą bazylikę z przeznaczeniem na pochówki (zburzona między IX-XII w.). Istnieją również źródła uznające za zleceniodawcę budowy pierwszej bazyliki w tym miejscu papieża Sykstusa III w V wieku. Pozostałości bazyliki odkryto podczas wykopalisk w 1950 i 1957 roku na południe od obecnej bazyliki. W VI wieku papież Pelagiusz II nakazał wzniesienie bazyliki nad miejscem pochówku św. Wawrzyńca. Za Pelagiusza II sprowadzono z Konstantynopola relikwie św. Szczepana, diakona i męczennika. W XII wieku zbudowano dzwonnicę. W XIII wieku, za pontyfikatu papieża Honoriusz III, dobudowano za absydą bazyliki pelagiańskiej nową bazylikę, którą połączono z poprzednią, wyznaczając nowe wejście od strony Via Tiburtina.
Bazylika przechodziła w ciągu wieków szereg remontów. Za pontyfikatu Piusa IX w XIX wieku usunięto wystrój barokowy i przeprowadzono wykopaliska pod posadzką części bizantyńskiej. Pracami kierował Virginio Vespignani. Budowla ucierpiała 16 lipca 1943 podczas bombardowania Rzymu. W ciągu dekady odbudowano uszkodzone części murów.
Bazylika była siedzibą Łacińskiego patriarchatu Jerozolimy w latach 1374-1847. W 1847 papież Pius IX przywrócił siedzibę w Jerozolimie, ustanawiając normalną jednostkę podziału terytorialnego Kościoła katolickiego.
Opiekę nad bazyliką i ustanowioną 4 lipca 1709 parafią sprawują kapucyni. Pierwotnie duszpasterstwo prowadzili kanonicy laterańscy, kapucyni przejęli je w 1855 roku.

## Architektura i wystrój

### Zewnętrze
Przed kompleksem znajduje się plac wytyczony na życzenie papieża Piusa IX, ozdobiony granitową kolumną z figurą św. Wawrzyńca wykonaną w brązie według projektu Stefano Gallettiego w 1865 roku. Do bazyliki od południowego wschodu przylegają romańska dzwonnica i konwent kapucynów. Ceglaną fasadę z trzema oknami odbudowano po zbombardowaniu w lipcu 1943 roku. Fasadę pokrywały mozaiki, z których zachowały się tylko fragmenty.
Do fasady przylega trzynastowieczny portyk oparty na sześciu kolumnach ze średniowiecznymi kapitelami w porządku jońskim. Wewnętrzne ściany pod portykiem zdobią średniowieczne freski przedstawiające żywoty świętych Szczepana i Wawrzyńca oraz ich cuda pośmiertne. Przy ścianie ulokowanych jest szereg zabytkowych sarkofagów, m.in.:
- Sarkofag z portretem zmarłej i historiami ze Starego i Nowego testamentu (koniec IV w.)
- Sarkofag z winobraniem (VI w.)

Po lewej stronie znajduje się sarkofag Alcide De Gasperiego autorstwa Giacomo Manzù. Umieszczono też tablicę upamiętniającą wizytę papieża Piusa XII w dniu 19 lipca 1943, po zbombardowaniu dzielnicy San Lorenzo przez wojska alianckie.

### Wnętrze
Współczesna bazylika jest trójnawowa. Budowla składa się z dwóch połączonych bazylik wzniesionych w różnych epokach. Chociaż stanowią jedną budowlę sakralną, nie są jednak współosiowe. Część z VI wieku ma posadzkę na wyższym poziomie, stanowiąc prezbiterium. Część z XIII wieku stanowi główny trzon świątyni.

#### Bazylika z czasów Honoriusza III
Bazylika wzniesiona za pontyfikatu papieża Honoriusza III posiada trzy nawy rozdzielone między sobą szeregami kolumn, pochodzących prawdopodobnie z bazyliki konstantyńskiej, której pozostałości odkryto w pobliżu w połowie XX wieku. Z tej samej budowli pochodzi zapewne również entablatura.
Przy tylnej ścianie znajduje się grobowiec kard. Guglielmo Fieschiego, na który składają się: sarkofag z III wieku oraz baldachim w stylu Cosmatich. W tym samym stylu jest podłoga oraz dwie ambony przy ołtarzu głównym. Przy prawej ambonie znajduje się kandelabr osadzony na dwóch kamiennych lwach, ozdobiony mozaikami. Tylna ściana i łuk nad nawą ozdobione zostały w XIX wieku freskami autorstwa Cesare Fracassiniego. W prawej nawie znajdują się fragmenty średniowiecznych fresków. Na jej końcu znajduje się kaplica dedykowana św. Tarsycjuszowi zaprojektowana przez Virginio Vespignaniego z obrazem Emilio Savonanziego Pogrzeb św. Wawrzyńca z 1619 roku. Nawę po lewej stronie zamyka podziemna kaplica św. Cyriaki z dekoracjami z XVII wieku. W kaplicy znajdują się dwa nagrobki autorstwa Pietro da Cortona.

#### Bazylika z czasów Pelagiusza II
Prezbiterium stanowi podwyższoną część budowli, na którą wchodzi się za pomocą dwóch rzędów schodów. Na łuku pod sufitem zachowały się mozaiki z VI wieku przedstawiające Chrystusa między świętymi i papieżem Pelagiuszem. W podziemiu znajduje się krypta z grobem św. Wawrzyńca.
Posadzka oraz cyborium nad ołtarzem w stylu Cosmatich pochodzi z 1148 roku. Cztery kolumny z porfiru podtrzymują piramidalne kamienne zadaszenie. Z tyłu prezbiterium zachował się dekorowany mozaikami tron biskupi z 1254 roku. Za tronem, w dawnym narteksie bazyliki pelagiańskiej, urządzono pod koniec XIX wieku kaplicę św. Piusa IX, zaprojektowaną przez Raffaele Cattaneo. Mozaiki przedstawiają sceny z życia świętego papieża. Nad nawami po bokach prezbiterium wzniesiono emporę. Podtrzymujące kolumny zwieńczone zostały kapitelami w porządku korynckim.

## Pochowani
- Wawrzyniec z Rzymu
- papieże: Zozym, Sykstus III, Hilary, Damazy II, Pius IX[4]
- kard. Guglielmo Fieschi
- Alcide De Gasperi

## Galeria

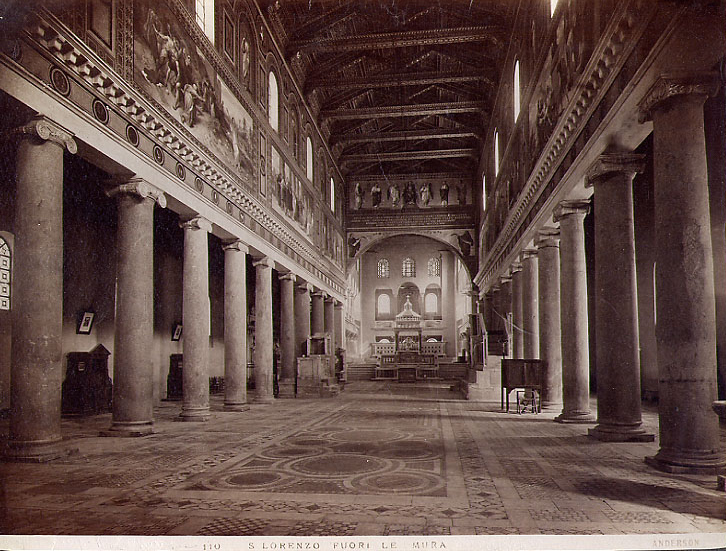
Wnętrze przed 1938 rokiem
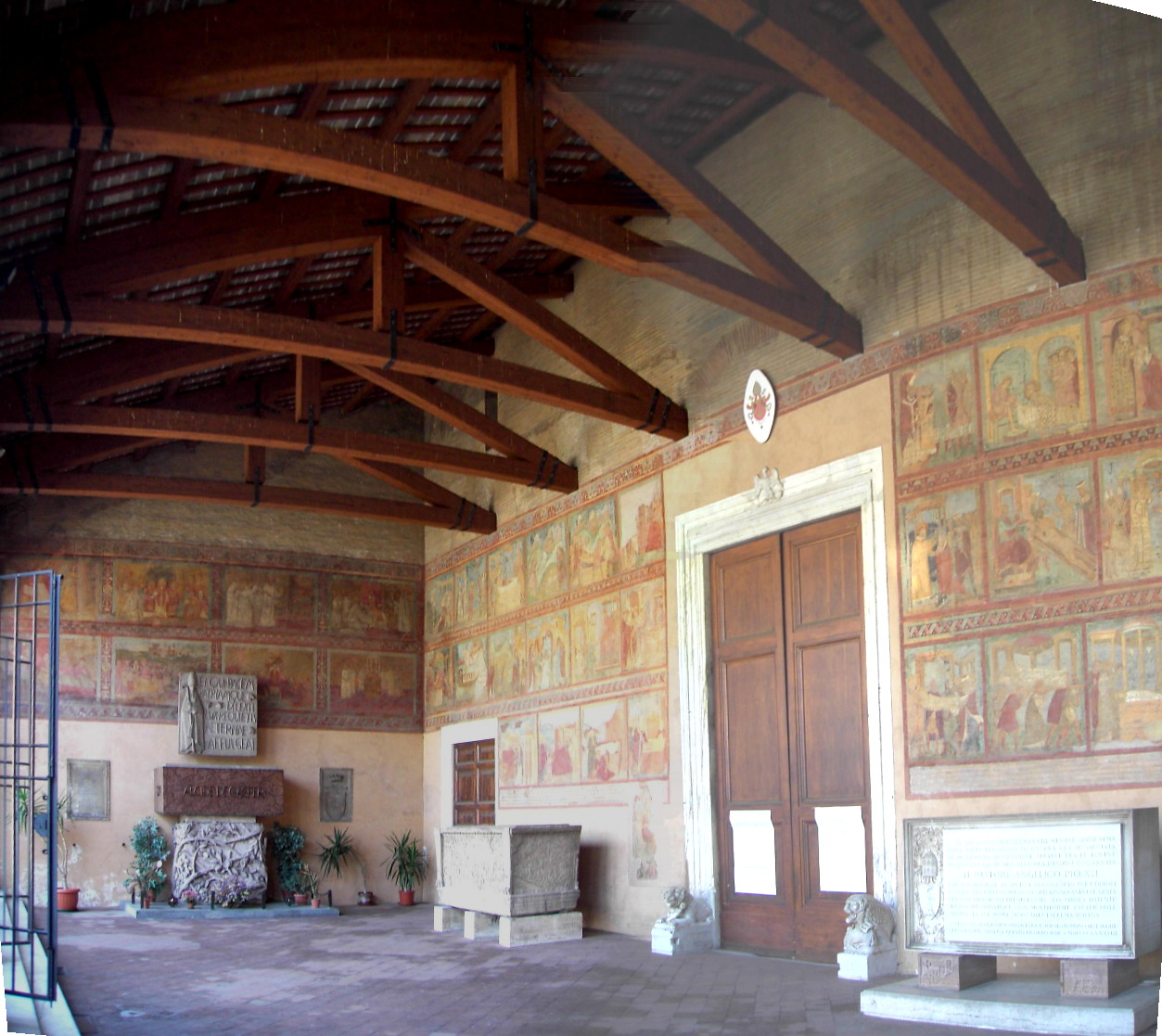
Portyk z grobowcem De Gasperiego
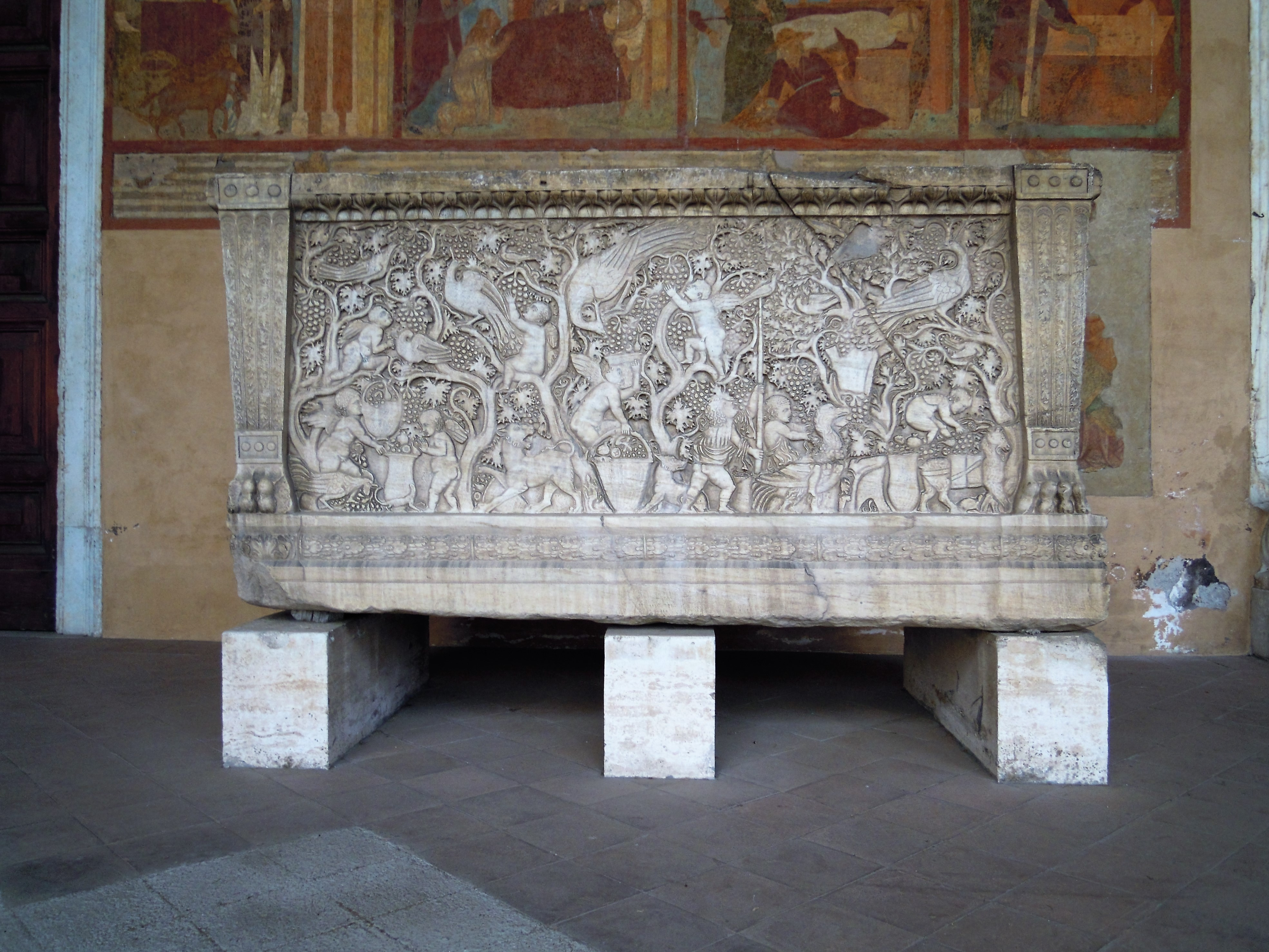
Sarkofag z winobraniem
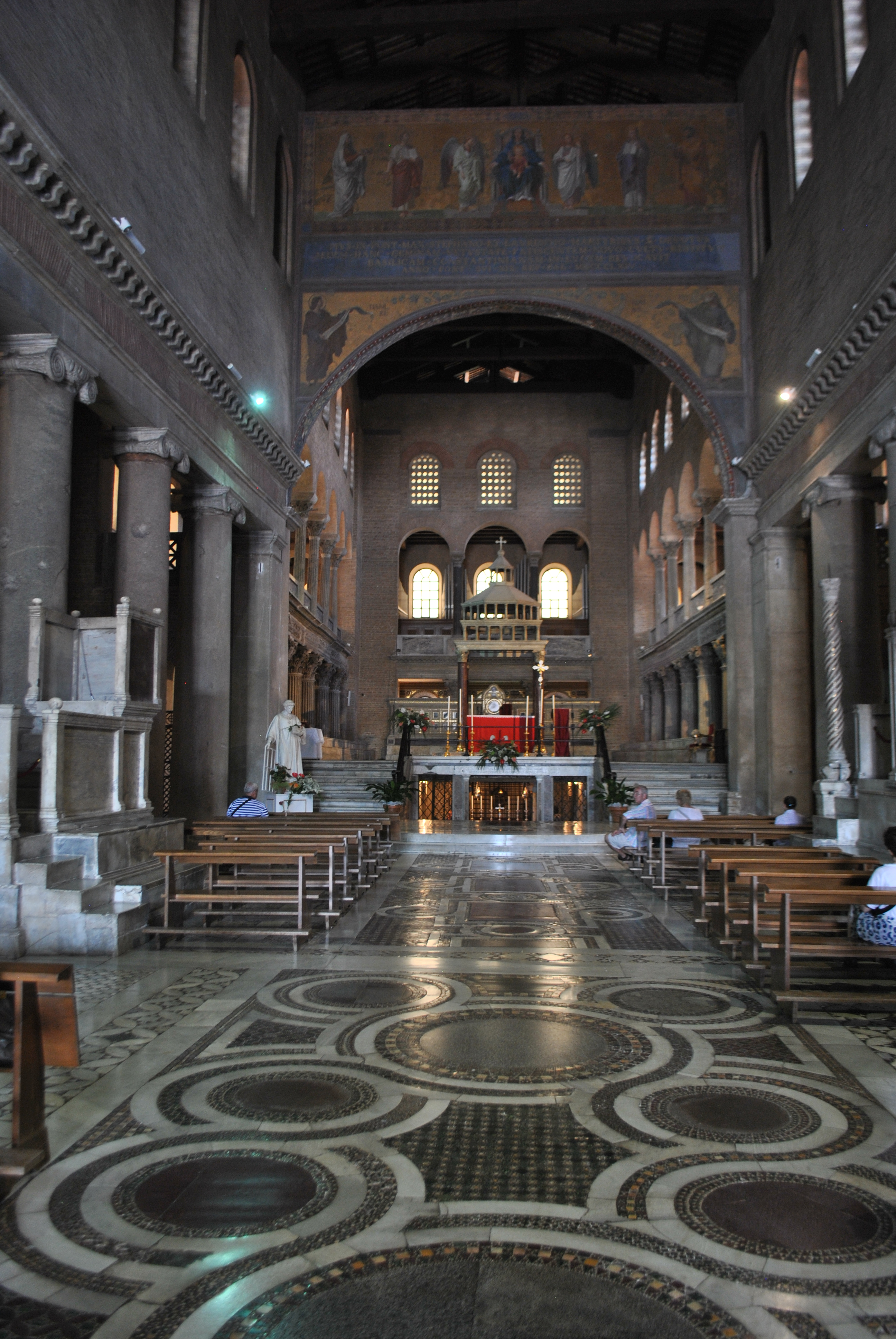
Nawa główna
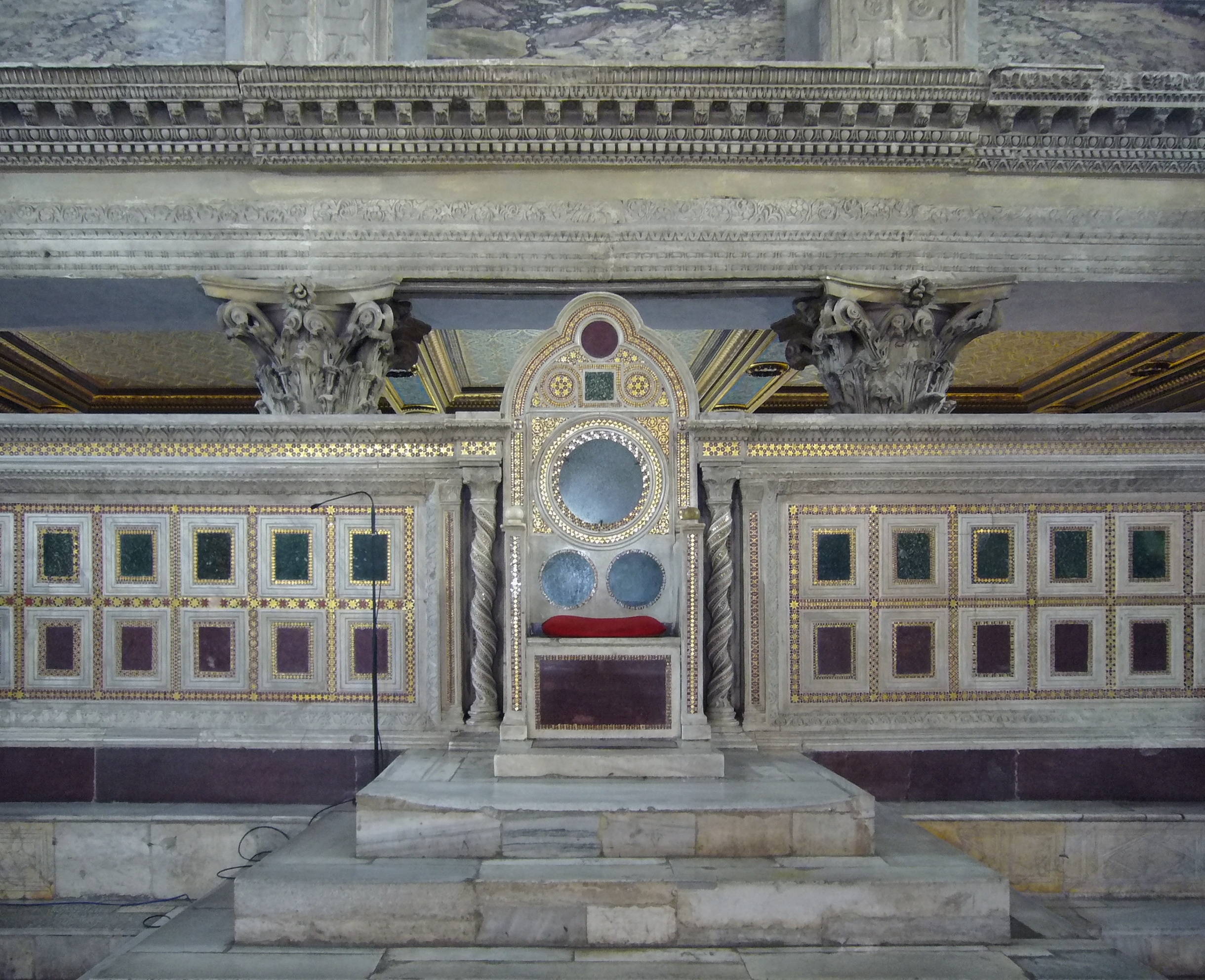
Tron biskupi
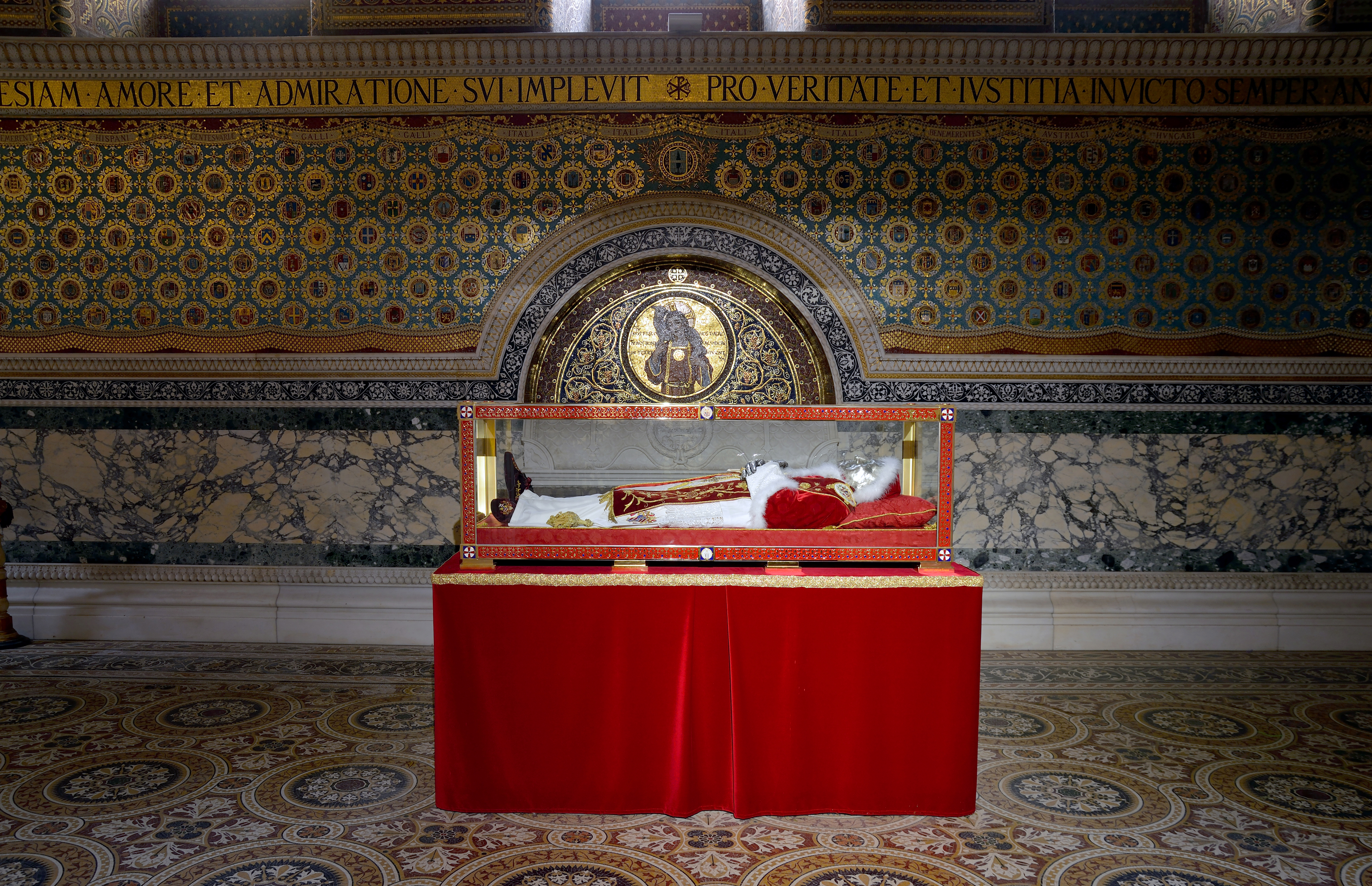
Grób Piusa IX
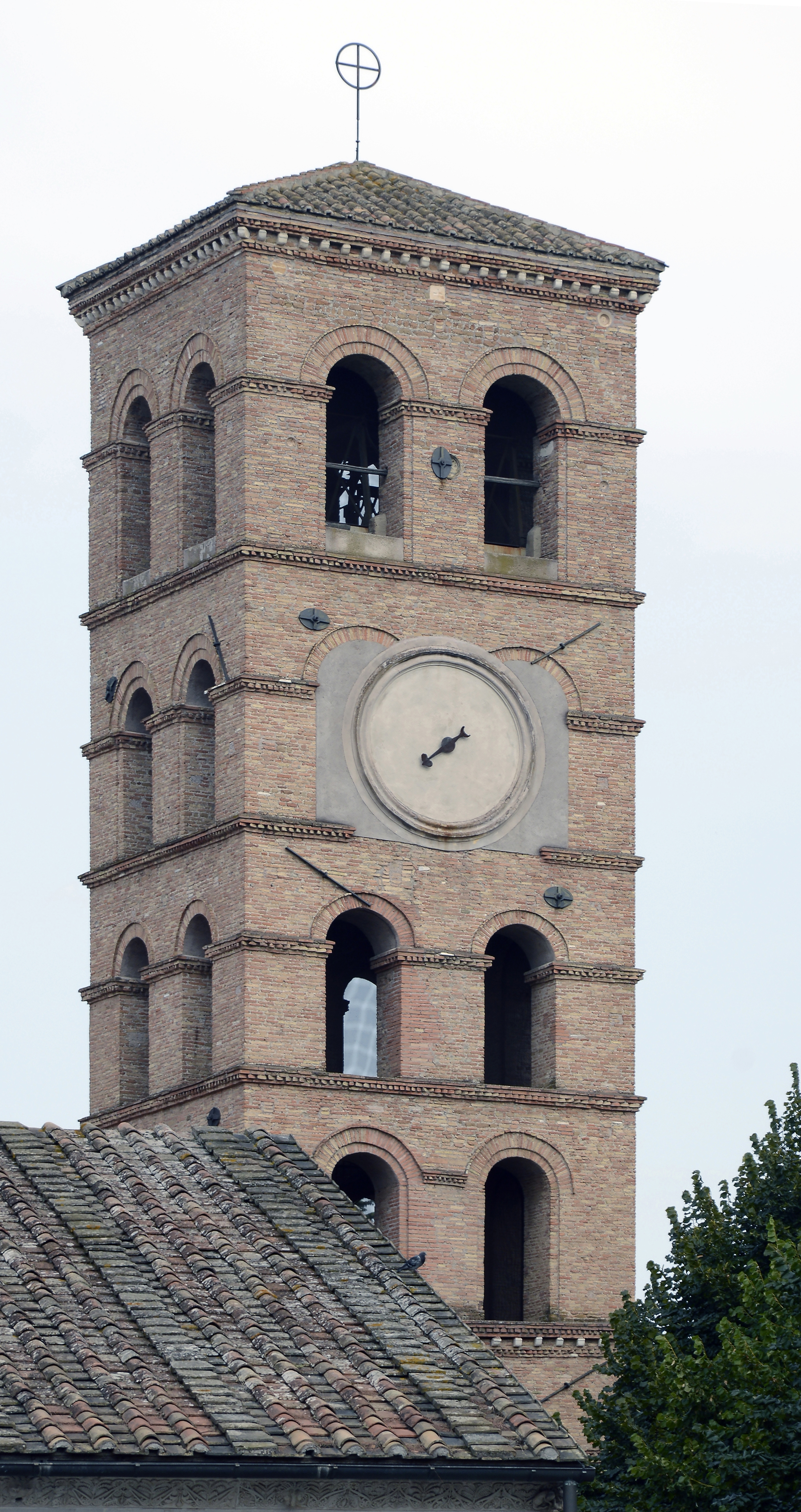
Dzwonnica